# Nachtmahr (Roman)
Der Roman Nachtmahr (Originaltitel:  The Tale of the Body Thief) von der amerikanischen Schriftstellerin Anne Rice wurde 1992 veröffentlicht und ist das vierte Buch aus der Chronik der Vampire. 
Im Zentrum der Handlung steht die Wahrnehmung des menschlichen Lebens durch den Vampir Lestat und die darauffolgende Erkenntnis, seine eigene vampirische Natur und Kräfte zu schätzen. 

## Inhalt des Vampirromans
Lestat de Lioncourt befindet sich zu Beginn des Romans in einer trübsinnigen Gemütslage: Er leidet unter seiner Existenz als Vampir, den wiederkehrenden Albträumen seiner verstorbenen „Vampir-Tochter“ Claudia und der allmählichen Auflösung der Vampir-Gemeinschaft nach dem Tod von Akasha. Nur zum greisen David Talbot, Generaloberer der Geheimorganisation Talamasca, unterhält er noch Kontakt, wobei er diesem wiederholt anbietet, ihm ebenfalls zum Vampir zu machen, was David kategorisch ablehnt. 
Getrieben von Einsamkeit, Melancholie und Überdruss begibt sich Lestat in die Wüste Gobi, um herauszufinden, ob er überhaupt noch sterben kann. 
Obwohl ihn die Sonne verbrannt hat, stirbt Lestat nicht und begibt sich wieder zu David Talbot.
Nun nimmt ein unbekannter Mann namens Raglan James direkt Kontakt zu Lestat auf und bietet ihm an, für eine Woche seinen menschlichen Körper, den er zuvor entwendet hatte, gegen den vampirischen von Lestat zu tauschen. Trotz der Einwände anderer Vampire und seines Freundes David lässt sich Lestat auf den Tausch ein. 
Wieder im Besitz eines menschlichen Körpers erforscht und genießt Lestat das Dasein als Mensch, das er seit über zweihundert Jahren aufgeben musste, und besichtigt die Stadt Washington, D.C. während des andauernden Winters, wobei er an einer schweren Lungenentzündung erkrankt. Nachdem Raglan James nicht erscheint, um, wie vereinbart, die Körper wieder zu tauschen, gelangt Lestat, dem wiederholt Claudia erscheint, in die Obhut der Nonne Gretchen (Schwester Marguerite), die ihn während der Genesung betreut. 
Lestat, all seiner vampirischen Fähigkeiten und Kräfte beraubt, sucht die Hilfe der anderen Vampire. Jedoch verweigern ihm sowohl Marius de Romanus als auch Louis de Pointe du Lac jegliche Unterstützung, weswegen er sich nun an David wendet. Dieser berichtet ihm, dass der Körperdieb (engl. body thief) Raglan James ein ehemaliges Mitglied der Talamasca war und dass der für den Tausch bereitgestellte Körper ehemals einem Gefangenen einer psychiatrischen Anstalt gehört hatte.
Aufgrund dessen Leichtsinns und ausschweifenden Lebensstils gelingt es Lestat und David, Raglan James auf dem Schiff Queen Elizabeth 2 ausfindig zu machen. Durch einen Trick kehrt Lestat in seinen Körper zurück und muss sich aufgrund der aufgehenden Sonne schnell in sein sicheres Versteck auf dem Schiff begeben. Jedoch am nächsten Abend sind sowohl der Körperdieb als auch David verschwunden. 
Lestat findet David in Florida und ist überrascht zu erfahren, dass sich sein Freund trotz früherer Beteuerungen in einen Vampir verwandeln will. Während der begonnenen Umwandlung entdeckt Lestat aber, dass James während des Körpertausches auf dem Schiff nicht in den von ihm geraubten Körper zurückgekehrt war und stattdessen den von David übernommen hatte. Daraufhin versetzt Lestat dem Körperdieb einen tödlichen Schlag, wodurch für David eine Rückkehr in seinen alten Körper unmöglich wird. 
Zurück in New Orleans versöhnt sich Lestat wieder mit Louis und beginnt, ihr altes Haus in der Rue Royale im French Quarter zu renovieren. 
An dieser Stelle wendet er sich direkt an den Leser und weist darauf hin, wer nun mit diesem Ende glücklich sei, sollte mit dem folgenden Kapitel nicht fortfahren.
Denn nun begibt sich Lestat nach Barbados, um David in seinem neuen Körper gewaltsam zu einem Vampir zu machen. Daraufhin verschwindet David und Lestat kehrt, nachdem die Suche nach seinem Zögling erfolglos blieb, in das nun fertiggestellte Haus in New Orleans zurück, wo er sowohl Louis als auch David vorfindet. 
Nach einem klärenden Gespräch zwischen den dreien werden Pläne gemacht, nach Rio de Janeiro zu reisen, und der Roman endet mit „Die Geschichte ist erzählt“ (im englischen Original „The tale is told“), wodurch Rice indirekt ankündigt, die Reihe hier zu beenden.

## Erzählsituation und Zeitebene
Die gesamte Erzählung wird aus der Ich-Perspektive durch Lestat geschildert, wodurch es Rice gelingt, die psychische Gemütslage sowie die Ängste und Sorgen des Protagonisten expressiv herauszustellen und gleichzeitig dem halbherzigen Selbstmord in der Wüste Gobi sowie dem Körpertausch einen realen und intentionalen Hintergrund zu geben. 
Der Roman verläuft auf seiner erzählerischen Ebene linear und chronologisch, wobei an ausgewählten Stellen der Handlung längere Rückblenden wie die Missionstätigkeit von Gretchen und Davids Erlebnisse als Candomblé-Priester eingefügt sind. 

## Motive
Rice nimmt im Roman direkten Bezug zu dem Motivkomplex des literarischen Faust und lässt David und Lestat Goethes Werk Faust in Amsterdam lesen und kommentieren. 
Hierbei deutet Lestat eine Verbindung zwischen beiden Geschichten an. In der Tat beschreibt Rice die Figur des David in diesem Teil der Chronik als eine sich von seiner Arbeit bei der Talamasca und seinem Leben zurückziehende Person, die introvertiert und verzweifelt wirkt, und erzeugt dadurch eine direkte Parallele zum unzufriedenen und ruhelosen Heinrich Faust. Lestat übernimmt hierbei – übertragend gesehen – die Rolle des Mephisto, der David anbietet, ihm mithilfe des vampirischen Blutes eine neue Welt der Sinne, Genüsse und Sorglosigkeit zu offenbaren. Jedoch im Gegensatz zu Faust widersteht David der Versuchung und lehnt Lestats Angebot mehrmals ab. 
Weiterhin besteht eine Verbindung zwischen Rices Gestalt der Nonne Gretchen und der gleichnamigen Figur bei Goethe. Beide führen ein eigentlich geregeltes und geordnetes Leben nach vorgegebenen Erwartungen und Mustern, stellen dem Protagonisten die Gretchenfrage („Nun sag’, wie hast du’s mit der Religion“, Z. 3415) und geben sich der körperlichen Liebe hin. Nur unterhält Rices Gretchen diese Beziehung zu Lestat, der in der Rolle des Mephisto zu sehen ist. Trotzdem wird die Verbindung durch äußere Umstände zerstört und die Nonne Gretchen verletzt sich selbst an den Händen in der Missionsstation im Dschungel Südamerikas.

## Einfügung religiöser Dimensionen
Erstmals seit dem Beginn der Chronik thematisiert Rice explizit in ihrem Werk religiöse Themen und Fragen und reflektiert dadurch ihre eigene Annäherung wieder hin zum Katholizismus, zu dem sie 1998 zurückkehrte.
In Lestats Gesprächen mit David und Gretchen wird nun eine religiöse Dimension eingefügt, in denen theologisch nach Gute und Böse, Tod und Unsterblichkeit, dem Sinn des Lebens und dem göttlichen Heilsplan gefragt wird. 
Hiermit und besonders mit Davids Bericht, er habe Gott und den Teufel in einem Pariser Café diskutieren sehen, wobei der Teufel ankündigte, seine Aufgaben niederlegen zu wollen, setzt Rice den Grundstein für das folgende Werk Memnoch der Teufel.

## Rezensionen
In der New York Times wird dem Roman nachgesagt, wie ein Pilotfilm für eine amerikanische Vampir-Sitcom zu wirken, die den Namen „I Love Lestat“ tragen könnte. Auch die Inszenierungen innerhalb der Geschichte und ihre Vorhersehbarkeit werden kritisiert.
Eine ähnliche Betrachtung findet sich ebenfalls in der Entertainment Weekly, die weiterhin den Roman als einen lächerlichen Mischmasch von Klischees mit falschen Höhepunkten bezeichnet.

## Textausgabe
- Rice, Anne: Nachtmahr. Goldmann 1996, ISBN 3-442-43400-9.

## Sekundärliteratur
- Katherine Ramsland / Anne Rice. Prism of the Night, A Biography of Anne Rice. New York: Penguin, 1994.
- Gary Hoppenstand / Ray B. Browne. The Gothic World of Anne Rice. Twayne Publishers, 1994.
- Jennifer Smith. Anne Rice - A Critical Companion. Westport: Greenwood Press, 1996.
- George E. Haggerty. „Anne Rice and the Queering of Culture“. In: Novel: A Forum on Fiction 32.1, 1998, S. 5–18.
- Erwin Jänsch. „Softie-Vampir Lestat“ in: Das Vampirlexikon, München: Knaur, 2000, S. 232–239.
- Rebecca Cordes. Anne Rice’s „Vampire Chronicles“ – Myth and History.Osnabrück: Der andere Verlag, 2004.